# Гига-
гига- (на старогръцки: γίγας - гигант) е десетична представка от система SI въведена през 1960 г. Означава се с G и означава умножение с 109 (1 000 000 000, един милиард).
Примери:
2,5 GHz = 2,5 × 109 Hz = 2 500 000 000 Hz
5 GB = 5 × 109 B = 5 000 000 000 B